# Enfermedad rara
Una enfermedad rara o poco frecuente es aquella que afecta a un pequeño número absoluto de personas o a una proporción reducida de la población.
Los diversos países y regiones del mundo tienen definiciones legales diferentes para estos casos. Enfermedad rara es aquella cuya prevalencia es inferior a 5 casos por cada 10.000 personas en la Comunidad Europea. En Estados Unidos, se define así a un trastorno o enfermedad que sufren menos de 200 000 personas, mientras que en Japón a la que afecta a menos de 50 000. En Taiwán el criterio es que la prevalencia sea de 1 de cada 10 000, y por su parte en Australia la cantidad de afectados debe ser menor que 2000 individuos. En cualquier caso, se trata de porcentajes muy bajos de la población (en Europa, por ejemplo, solo el 0,05 %), situación que requiere de esfuerzos especiales unificados y de coordinación internacional para poder combatirla.
Los estudios globales acerca de las enfermedades raras o poco frecuentes suelen enfrentar los problemas metodológicos que traen consigo las diferencias regionales en la definición, la mala documentación de los datos recolectados y las confusiones conceptuales (por ejemplo entre prevalencia e incidencia). Pero, por otra parte, existen enfermedades que por ser tan poco frecuentes, solo los estudios globales tienen sentido. La colaboración internacional es imprescindible en este campo, puesto que a nivel local es imposible reunir una muestra válida para desarrollar investigaciones clínicas cuyos resultados puedan ser generalizables.
Existen entre 5000 y 7000 enfermedades raras o poco frecuente conocidas, la gran mayoría de las cuales son causadas por defectos genéticos, aunque también las hay por efectos de la exposición ambiental durante el embarazo, o después de nacer, frecuentemente en combinación con susceptibilidades genéticas. Se estima además que alrededor de 4000 de estas enfermedades no tienen tratamientos curativos.
Desde el año 2008, el 29 de febrero, un día "raro", se conmemora en varios países del mundo el Día mundial de las enfermedades raras o poco frecuente. Este día se celebra anualmente, de tal modo que si el año no es bisiesto, las actividades y eventos se realizan el 28 de febrero.

## Definición
No existe una definición única y ampliamente aceptada de "enfermedad rara". Algunas se basan solamente en el número de afectados, mientras que otras, como la de la Unión Europea, toman en cuenta otros factores, como la existencia de tratamientos adecuados o la gravedad de la enfermedad. La definición de la Unión Europea es la propuesta por la Comisión Europea de Salud Pública, que establece como rara a aquellas "enfermedades, incluidas las de origen genético, que son crónicamente debilitantes o potencialmente mortales y las cuales tienen tan poca prevalencia que se necesitan esfuerzos especiales combinados para combatirlas". Para ello, toma como prevalencia  la de 5 de 10 000,  la misma que usó el "Programa de acción comunitaria sobre las enfermedades poco comunes" (1999-2003), aprobado por el Consejo y el Parlamento Europeo. De este modo, las enfermedades que son estadísticamente raras o poco frecuente, cumpliendo con la prevalencia establecida, pero que no son además potencialmente mortales, crónicamente debilitantes o inadecuadamente tratadas, son excluidas de esta definición.
En Estados Unidos, la "Ley de las enfermedades raras del 2002" (Orphan Drug Act) define a una enfermedad rara o poco frecuente estrictamente de acuerdo a la prevalencia, señalando que es "cualquier enfermedad o afección que afecte a menos de 200 mil personas en el territorio de dicho país", o una entre 1200 en lo que concierne al territorio de Italia.
Fue esta misma condicionante la que se estableció en la llamada "Ley de medicamentos huérfanos de 1983", una ley federal publicada para fomentar la investigación sobre las enfermedades raras o poco frecuente y sus posibles curas. Dicha ley también considera como enfermedades raras o poco frecuentes, a aquellas para las cuales «no hay una expectativa razonable de que el costo de desarrollo y producción de un medicamento para las mismas, pueda ser reembolsado a través de la venta de dicha droga (caso de Estados Unidos)».
Por su parte en Japón, la definición legal de "enfermedad rara o poco frecuente" es aquella que afecta a menos de 50 000 pacientes o a una de cada 2500 personas. En Italia no existe una definición legal de "enfermedad rara", aunque sin embargo el Plan de salud nacional italiano considera como enfermedad rara a aquella que afecta desde 1 de cada 20 000 habitantes hasta 1 de cada 200 000 habitantes.
| País           | Proporción de pacientes en la definición | Proporción de pacientes para su comparación |
| -------------- | ---------------------------------------- | ------------------------------------------- |
| Brasil         | 65 en 100 000                            | 1 en 1538                                   |
| Estados Unidos | <200 000 enfermos en la población        | 1 en 1659                                   |
| Argentina      | 1 en 2000                                | 1 en 2000                                   |
| Australia      | 5 en 10 000                              | 1 en 2000                                   |
| Chile          | 5 en 10 000                              | 1 en 2000                                   |
| Colombia       | 1 en 2000                                | 1 en 2000                                   |
| Unión Europea  | 5 en 10 000                              | 1 en 2000                                   |
| México         | 5 en 10,000                              | 1 en 2,000                                  |
| Noruega        | 5 en 10 000                              | 1 en 2000                                   |
| Panamá         | 1 en 2000                                | 1 en 2000                                   |
| Singapur       | 1 en 2000                                | 1 en 2000                                   |
| Suiza          | 5 en 10 000                              | 1 en 2000                                   |
| Reino Unido    | 1 en 2,000                               | 1 en 2,000                                  |
| Japón          | <50,000 en población                     | 1 en 2507                                   |
| Rusia          | 10 en 100 000                            | 1 en 10 000                                 |
| Perú           | 1 en 100 000                             | 1 en 100 000                                |

### Enfermedades huérfanas
Las enfermedades raras o poco frecuentes, a veces también son llamadas "enfermedades huérfanas", debido a las desventajas que presentan respecto de la investigación clínica y experimental, estando así "huérfanas" del interés del mercado y de las políticas de salud pública. Como extensión de este término, se les llama medicamentos huérfanos a aquellos destinados precisamente a tratar enfermedades raras.
Por su parte, la ‘Organización Europea Para las Enfermedades Raras’ (EURORDIS, por sus siglas en inglés), hace una distinción entre los dos términos, pero agrupa tanto las "enfermedades raras o poco frecuentes" como las enfermedades desatendidas en la categoría de "enfermedades huérfanas".

## Características
La mayor parte de las enfermedades raras son genéticas, y por ende, crónicas. EURORDIS estima que al menos el 80% de ellas tienen un origen genético. Otras enfermedades raras son el resultado de infecciones y alergias, o debido a causas degenerativas y proliferantes. También algunas surgen por efectos de la exposición ambiental durante el embarazo, o después de nacer, frecuentemente en combinación con susceptibilidades genéticas.
Los síntomas de algunas de estas enfermedades raras pueden aparecer al momento de nacer, mientras que otras aparecen una vez alcanzada la edad adulta.
Las publicaciones sobre investigaciones realizadas enfatizan que de las enfermedades raras o frecuentes son crónicas o incurables, aunque muchas enfermedades agudas son enfermedades raras también.

## Prevalencia
La prevalencia (el número de personas viviendo con una enfermedad en un momento dado), en lugar de la incidencia (que es el número de nuevos diagnósticos de una enfermedad en un año dado), es el parámetro  que sirve como medida del impacto de las enfermedades raras o poco frecuentes.
La Organización Europea Para las Enfermedades Raras (EURORDIS) estima que existen entre 5000 y 7000 distintas enfermedades raras o poco frecuentes, y que estas tienen una prevalencia de entre el 6% y 8% de la población en la Unión Europea, es decir, afectan entre 44 y 59 millones de europeos. El mismo criterio se aplica a España, donde existen 3 millones de afectados.
Según fuentes bibliográficas médicas, la mayor parte de las enfermedades raras o poco frecuentes son muy infrecuentes y afectan solamente a una o menos personas por cada 100 000 habitantes. Son menos de 100 las enfermedades raras con prevalencia cercana al mencionado 5 de cada 10 000. Entre ellas figuran el síndrome de muerte súbita inexplicable (o síndrome de Brugada), la polineuritis aguda idiopática (síndrome de Guillain-Barré), la esclerodermia y las anomalías congénitas del tubo neural.
Debido a las distintas definiciones de "enfermedad rara o poco frecuente", las que se consideran como tales en algunos lugares, se consideran comunes en otras, de modo que la prevalencia de las mismas puede variar de una región del mundo a otra, especialmente con las enfermedades genéticas. Un ejemplo de ello es la fibrosis quística, un desorden genético considerado como enfermedad rara o poco frecuente en la mayor parte de Asia, pero que es relativamente común en los descendientes de europeos.
La clasificación de otras enfermedades depende en gran parte de la población estudiada: todas las formas de cáncer en niños son generalmente consideradas raras o poco frecuente, debido a que muy pocos niños desarrollan cáncer, aunque el mismo cáncer puede ser común en los adultos. También, mientras muchas enfermedades infecciosas son comunes dentro de un área geográfica específica, son raras en otras partes del mundo. Sucede además que en las comunidades que son muy pequeñas pueden prevalecer alteraciones genéticas que a nivel global son raras o poco frecuentes, esto como resultado del efecto fundador.
Otras enfermedades, como las muchas infrecuentes formas de cáncer, parecen no tener un claro patrón de distribución, pero son simplemente raras o poco frecuentes. En Finlandia, alrededor de 40 enfermedades raras o poco frecuentes tienen una alta prevalencia, estas son conocidas colectivamente como las Enfermedades de herencia finlandesa.

## Problemática
La problemática en torno a las enfermedades raras es que en la mayoría de los casos no se contemplan políticas sanitarias específicas para las mismas. Hay además escasez de conocimientos especializados en éstas, lo que genera retrasos en el diagnóstico o diagnósticos equivocados que dificultan la investigación, lo que a su vez hace muy difícil desarrollar medicamentos eficaces para tratarlas. Todo esto se traduce en impedimentos para que mejore la calidad de vida de millones de pacientes con enfermedades raras o poco frecuentes en todo el mundo. A ello hay que sumarle la falta de información de la población en general y de grupos de apoyo para estas personas en varios  países.

### Medicamentos huérfanos
Otro de los principales problemas a los que debe enfrentarse un paciente con una enfermedad rara o poco frecuente es el conflicto que existe en la industria farmacéutica para la elaboración de los medicamentos específicos para tratar este tipo de enfermedades. Se les llama "medicamentos huérfanos" o "drogas huérfanas" a aquellos que sirven para diagnosticar, prevenir, o tratar enfermedades raras o poco frecuentes. El problema es que las empresas farmacéuticas se muestran renuentes a la producción de tales medicamentos en condiciones normales de mercado, ya que el costo de poner en marcha dicha producción no llegaría a permitir cubrir los costes a través de la comercialización, de no existir algún tipo de incentivo o se subsidio. Es por eso que, en general cuando existe un medicamento para tratar una enfermedad rara, este es muy costoso y de difícil obtención.
En efecto, un medicamento huérfano no suele ser atractivo para las farmacéuticas por su baja rentabilidad, por este motivo cuando la Agencia Europea de Medicamentos (EMA) determina un medicamento como “huérfano” otorga a las farmacéuticas ventajas para fomentar su comercialización (una de ellas por ejemplo es la exclusividad en su comercialización durante 10 años). En España, el Centro de Investigación Biomédica en Red, consorcio dependiente del Instituto de Salud Carlos III a través del Ministerio de Ciencia e Innovación y cofinanciado con fondos europeos, tiene un área temática en enfermedades raras (CIBERER) que tiene como objetivo la colaboración y la cooperación entre grupos de investigación biomédica y clínica de las enfermedades raras, genéticas o adquiridas.

## Apoyo
Dada la atención especial que requieren las enfermedades raras o poco frecuentes, a lo largo de todo el mundo han surgido varias iniciativas y organizaciones sin ánimo de lucro destinadas a combatir estas características negativas de las enfermedades raras o poco frecuentes:
En 2009 se inició un movimiento de concientización global sobre las enfermedades raras llamado "The Global Genes Project", que pasó de ser una asociación entre unas pocas fundaciones y grupos de apoyo para personas con enfermedades raras y sus parientes, a convertirse en una de las organizaciones líderes mundiales en la protección de pacientes con enfermedades raras o genéticas, estando conformada por más de 500 organizaciones globales. Esta organización sin afán de lucro es guiada por el "equipo R.A.R.E" (R.A.R.E., raro en inglés, por "Rare disease, Advocacy, Research and Education"). Global Genes promueve la necesidad de una comunidad de personas con enfermedades raras y genéticas. Se presenta bajo el símbolo unificador de esperanza que es la cinta de tela de pantalones vaqueros azules, que en inglés —Blue Denim Genes Ribbon—, es un juego de palabras donde "genes" se pronuncia igual que jeanes, que es el tipo de pantalón que aparece en el logotipo, en forma helicoidal al igual que el ADN. La organización ha lanzado innovadoras campañas para la conceinciación  de las enfermedades raras y genéticas, incluyendo Hope, It's In Our Genes™, Wear That You Care™, 7,000 Bracelets for Hope™, para representar las aproximadamente 7000 enfermedades raras existentes; y Unite 1 Million For RARE™.
En 1986, Joan O. Weiss, en colaboración de Victor A. McKusick, fundó Genetic Alliance, una organización sin afán de lucro conformada por más de mil organizaciones de defensa para individuos con enfermedades, universidades, organizaciones gubernamentales, compañías privadas y organizaciones de políticas públicas. Esta red organizada aboga por el avance de la genómica y la investigación genética, guiados hacia la mejora de la salud. Entre sus actividades, lista la información y los grupos de apoyo de aproximadamente 1 200 enfermedades raras o poco frecuentes.
A lo largo de toda Europa opera la organización EURORDIS, una alianza no gubernamental que representa a 561 organizaciones de pacientes con enfermedades raras en 51 países de Europa, siendo así la voz de 30 millones de personas. Fundada en 1997, EURORDIS busca mejorara la calidad de vida de las personas con enfermedades raras en Europa y reducir el impacto de las enfermedades raras en la vida de los pacientes y sus familias, mediante la investigación, el desarrollo de medicamentos, la protección, los grupos de apoyo y la concienciación.
En 1983 fue fundada en Estados Unidos la Organización Nacional para los Desórdenes Raros por parte de Abbey Meyers, en colaboración con individuos con enfermedades raras que eran líderes de grupos de apoyo y sus familiares. Esta organización busca apoyar a las personas con enfermedades raras mediante la educación, la protección y la investigación.
En Canadá, funciona la Organización Canadiense para los Desórdenes Raros (CORD, por sus siglas en inglés), una red nacional de organizaciones que representa a las personas afectadas por algún desorden raro dentro de Canadá. La meta de CORD es brindar una poderosa voz común que abogue por un sistema de cuidados y políticas de salud para aquellos con algún desorden raro.
En España existe la Federación Española de Enfermedades Raras (FEDER),  compuesta por más de 200 asociaciones, y que aboga por el mayor bienestar posibles para los pacientes con enfermedades raras.
Asimismo en Argentina comenzó funcionar en 2005 la Fundación Spine, que brinda diagnóstico clínico, asistencia, y seguimiento a personas afectadas por enfermedades poco frecuentes, usando el tratamiento basado en el sistema biológico "socio.psico.inmuno.endocrinológico (S.P.I.N.E)" y atendiendo las necesidades más profundas y humanas del paciente sin convertirlo en objeto de estudio. Además de que ya existía la fundación Geiser (Grupo de Enlace, Investigación y Soporte en Enfermedades Raras), la primera ONG en Latinoamérica enfocada a la mejora en la calidad de vida de las personas con enfermedades raras.
En Colombia surgió en 2011 una alianza de asociaciones independientes llamada FECOER (Federación Colombiana de Enfermedades Raras), creada para enfrentar la problemática nacional a la que se enfrentan los pacientes con enfermedades raras.
En Grecia, los que padecen enfermedades raras son representados por la Alianza Griega de Enfermedades Raras.
En México, se creó en enero de 2017 la Comisión para el Análisis, Evaluación, Registro y Seguimiento de las Enfermedades Raras, que en ese país afectan a cinco de cada 10 000 personas.Así mismo la Secretaría de Salud cuenta con un listado donde se reconocen 23 enfermedades raras.
En Paraguay, se creó la Federación Paraguaya de pacientes con enfermedades raras (FEPPER), se estima que existen entre 500.000 y 600.000 paraguayos diagnosticados con enfermedades poco prevalentes. 
A su vez esta Federación está conformada por 12 asociaciones miembro, quienes manejan un promedio de 70 pacientes registrados, diagnosticados y en tratamiento por cada asociación.

## Investigación y concienciación
El año 2002, el Instituto Nacional de Salud de EE. UU. creó la Oficina de Investigación Enfermedades Raras (ORDR, por sus siglas en inglés), mediante la Ley pública 107-280.
En Europa, se realizan investigaciones por parte de EURORDIS. Mientras que en España se creó el Centro de Investigación Biomédica en Red de Enfermedades Raras (CIBERER). En Argentina, la fundación Geiser es además un grupo de investigación sobre enfermedades raras.En nuestro país, en el año 2011 se sanciona la Ley Nacional de Enfermedades Poco Frecuentes Ley N 26689, cuyo propósito es promover el cuidado integral de la salud de las personas con EPOF y mejorar la calidad de vida de ellas y sus familias.
En Argentina 3.6 Millones de personas padecen de EPOF y pueden comunicarce con distintas asociaciones como ALAPA (Asociación Argentina de Pacientes) https://alianzapacientes.org/ o FADEPOF (Federación Argentina de enfermedades pocos frecuentes) https://fadepof.org.ar/ para obtener más información.
A fin de crear conciencia y promover acciones que conlleven al mayor bienestar posible para las personas que padecen alguna enfermedad rara y para sus familias, se instauró un 29 de febrero el Día de las enfermedades raras, celebrado por primera vez en Europa y Canadá en 2008, año bisiesto. Desde entonces, se ha expandido a lo largo del mundo. Se celebra siempre el último día de febrero.

## Enfermedades raras en la Unión Europea
Las enfermedades raras en la UE, en particular las de origen genético, son potencialmente mortales, crónicas debilitantes y de baja prevalencia.
Las enfermedades de baja prevalencia son aquellas enfermedades raras que afectan a una pequeña parte de la población; menos de 5 de cada 10 000 habitantes en la Comunidad (Decisión n.º 1295/1999/CE del Parlamento Europeo y del Consejo, de 29 de abril de 1999). En la UE: 
- entre 27 y 36 millones de personas viven con una enfermedad rara
- se estima que en la actualidad (2025) existen entre 6 000 y 8 000 enfermedades raras distintas
- mientras que hay enfermedades raras que pueden afectar a solo unos pocos pacientes, otras pueden afectar a hasta 245 000 personas
- alrededor del 80 % de las enfermedades raras son de origen genético
- el 70 % de las enfermedades raras empiezan en la infancia,[38]